# ニック・ウェクスラー (映画プロデューサー)
ニック・ウェクスラー（Nick Wechsler、1949年10月19日 - ）は、アメリカ合衆国の映画プロデューサーである。

## 経歴
五大湖地域出身。南カリフォルニア大学やペンシルベニア大学で学んだ彼は、弁護士を経て、ロビー・ロバートソンのマネージャーを務めた。『MADE IN USA』の原案を執筆したのち、『ザ・ビート 青春の鼓動』を製作した。そのほか、『ザ・ロード』『マジック・マイク』『悪の法則』などの作品を手がけている。

## フィルモグラフィー

### 映画
- MADE IN USA Made in U.S.A. （1988年） - 原案
- ザ・ビート 青春の鼓動 The Beat （1988年） - 製作
- セックスと嘘とビデオテープ Sex, Lies, and Videotape （1989年） - 製作総指揮
- ドラッグストア・カウボーイ Drugstore Cowboy （1989年） - 製作
- ザ・プレイヤー The Player （1992年） - 製作
- リトル・オデッサ Little Odessa （1994年） - 製作総指揮
- ニュー・エイジ The New Age （1994年） - 製作
- トゥリーズ・ラウンジ Trees Lounge （1996年） - 製作総指揮
- ラブ・ジョーンズ Love Jones （1997年） - 製作
- プレイヤー 死の祈り Eve's Bayou （1997年） - 製作総指揮
- レクイエム・フォー・ドリーム Requiem for a Dream （2000年） - 製作総指揮
- 裏切り者 The Yards （2000年） - 製作
- ノリエガ 独裁者の真実 Noriega: God's Favorite （2000年） - 製作総指揮
- 姉のいた夏、いない夏。 The Invisible Circus （2001年） - 製作
- サベイランス -監視- Antitrust （2001年） - 製作
- 15ミニッツ 15 Minutes （2001年） - 製作
- 25時 25th Hour （2002年） - 製作総指揮
- ファイナル・カット The Final Cut （2004年） - 製作
- スタンドアップ North Country （2005年） - 製作
- ファウンテン 永遠につづく愛 The Fountain （2006年） - 製作総指揮
- アンダーカヴァー We Own the Night （2007年） - 製作
- 帰らない日々 Reservation Road （2007年） - 製作
- きみがぼくを見つけた日 The Time Traveler's Wife （2009年） - 製作
- ザ・ロード The Road （2009年） - 製作
- 恋と愛の測り方 Last Night （2010年） - 製作
- マジック・マイク Magic Mike （2012年） - 製作
- ザ・ホスト 美しき侵略者 The Host（2013年） - 製作
- アンダー・ザ・スキン 種の捕食 Under the Skin （2013年） - 製作
- 悪の法則 The Counselor （2013年） - 製作
- セリーナ 炎の女 Serena （2014年） - 製作
- マジック・マイクXXL Magic Mike XXL （2015年） - 製作
- アメリカン・アサシン American Assassin （2017年） - 製作
- マジック・マイク ラストダンス Magic Mike's Last Dance （2023年） - 製作